# Nederländernas ambassad i Stockholm
Nederländernas ambassad i Stockholm är Konungariket Nederländernas diplomatiska representation i Sverige. Ambassadör sedan 2020 är Bengt van Loosdrecht. Ambassaden upprättades redan 1720. Diplomatkoden på beskickningens bilar är CU.

## Fastighet
Ambassaden och residenset är sedan 1963 belägna i den nederländske industrialisten Louis De Geers palats från 1650 i kvarteret Schönborg vid Götgatan 16 på Södermalm i Stockholm.

## Bilder
|  |  |

## Beskickningschefer
| Namn                          | Period    | Funktion   | Anmärkning |
| ----------------------------- | --------- | ---------- | ---------- |
| Philip De Heer                | 2012-2015 | Ambassadör |            |
| Goverdina Christina Coppoolse | 2015-2020 | Ambassadör |            |
| Bengt van Loosdrecht          | 2020-idag | Ambassadör |            |